# Alex de Renzy
Alex de Renzy (även känd som Alex DeRenzy, Rex Borski m.m.), född 1935 i San Francisco i Kalifornien, död 8 juni 2001 i Los Angeles i Kalifornien, var en amerikansk regissör och filmproducent av pornografisk film. Den sista filmen han regisserade var Anal Cuties of Chinatown 3, som kom ut 2002. Sedan 1970, då han inspirerades av Danmark, var han aktiv inom porrbranschen. Han har bland annat regisserat filmer som Baby Face (1977), Wild Things (1985) samt ett antal filmer som börjar med ordet Anal.